# Eleanor David
Maria Eleanor David (14 de marzo de 1956 en Lincolnshire) es una actriz británica que ha trabajado en proyectos en el Reino Unido, Estados Unidos y Nueva Zelanda. Logró acogida de la crítica especializada por su actuación en la película de 1985 Sylvia, en la que encarna a la educadora Sylvia Ashton-Warner.
David ha aparecido en múltiples programas televisivos y películas de cine. Su trabajo incluye la comedia nominada a los premios BAFTA Comfort and Joy, dirigida por Bill Forsyth, la miniserie Paradise Postponed y la película Pink Floyd The Wall de Alan Parker, en la que encarnó a la esposa del personaje principal.

## Filmografía

### Cine
- The Scarlet Pimpernel (1982) – Louise
- Oliver Twist (1982) - Rose Maylie
- Pink Floyd The Wall (1982) – Esposa de Pink
- Comfort and Joy (1984) – Maddy
- Sylvia (1985) – Sylvia Ashton-Warner
- 84 Charing Cross Road (1987) – Cecily Farr
- Slipstream (1989) – Ariel
- White Hunter Black Heart (1990) - Dorshka Zibelinsky
- La puta del rey (The King's Whore) (1990) – La Reina
- Topsy-Turvy (1999) – Fanny Ronalds
- House of Boys (2009) - Emma

### Televisión
- Sherlock Holmes
- Reilly: Ace of Spies
- Shroud for a Nightingale
- Paradise Postponed
- Midsomer Murders
- The Borgias
- Rumpole of the Bailey
- Lovejoy
- Drop the Dead Donkey